# Hodéma
Hodéma est une localité du Cameroun située dans l'arrondissement de Petté, le département du Diamaré et la région de l’Extrême-Nord. Elle fait partie du canton de Petté rural.

## Population
En 1975, la localité comptait 156 habitants, dont 115 Kanouri et 41 Mousgoum.
Lors du recensement de 2005, on y a dénombré 284 personnes.